# Diócesis de Chalatenango
La diócesis de Chalatenango (en latín: Dioecesis Chalatenangensis) es una circunscripción eclesiástica de la Iglesia católica en El Salvador. Se trata de una diócesis latina, sufragánea de la arquidiócesis de San Salvador. Desde el 14 de julio de 2016 su obispo es Oswaldo Estéfano Escobar Aguilar, de la Orden de los Carmelitas Descalzos.

## Territorio y organización
La diócesis tiene 2017 km² y extiende su jurisdicción sobre los fieles católicos de rito latino residentes en el departamento de Chalatenango.
La sede de la diócesis se encuentra en la ciudad de Chalatenango, en donde se halla la Catedral de San Juan Bautista.
En 2021 en la diócesis existían 28 parroquias.

## Historia
La diócesis fue erigida el 30 de diciembre de 1987 con la bula Qui perinde del papa Juan Pablo II, obteniendo el territorio de la arquidiócesis de San Salvador.

## Estadísticas
Según el Anuario Pontificio 2022 la diócesis tenía a fines de 2021 un total de 252 580 fieles bautizados.
| Año                                                                             | Población            | Población | Población      | Sacerdotes | Sacerdotes    | Sacerdotes    | Bautizados por sacerdote | Diáconos permanentes | Religiosos | Religiosos | Parroquias |
| Año                                                                             | Bautizados católicos | Total     | % de católicos | Total      | Clero secular | Clero regular | Bautizados por sacerdote | Diáconos permanentes | Varones    | Mujeres    | Parroquias |
| ------------------------------------------------------------------------------- | -------------------- | --------- | -------------- | ---------- | ------------- | ------------- | ------------------------ | -------------------- | ---------- | ---------- | ---------- |
| 1990                                                                            | 259 000              | 272 000   | 95.2           | 16         | 10            | 6             | 16 187                   |                      | 6          | 20         | 14         |
| 1998                                                                            | 203 000              | 250 000   | 81.2           | 25         | 20            | 5             | 8120                     |                      | 5          | 30         | 18         |
| 2002                                                                            | 212 000              | 250 000   | 84.8           | 23         | 21            | 2             | 9217                     |                      | 2          | 33         | 17         |
| 2003                                                                            | 238 500              | 265 000   | 90.0           | 19         | 17            | 2             | 12 552                   |                      | 2          | 33         | 20         |
| 2004                                                                            | 238 500              | 265 000   | 90.0           | 21         | 19            | 2             | 11 357                   |                      | 2          | 33         | 17         |
| 2006                                                                            | 244 000              | 271 000   | 90.0           | 32         | 31            | 1             | 7625                     |                      | 1          | 33         | 23         |
| 2013                                                                            | 258 000              | 287 000   | 89.9           | 43         | 37            | 6             | 6000                     | 1                    | 6          | 30         | 28         |
| 2016                                                                            | 266 649              | 297 070   | 89.8           | 43         | 41            | 2             | 6201                     |                      | 2          | 41         | 28         |
| 2019                                                                            | 248 000              | 276 890   | 89.6           | 47         | 46            | 1             | 5276                     |                      | 1          | 44         | 28         |
| 2021                                                                            | 252 580              | 282 000   | 89.6           | 46         | 46            |               | 5490                     | 2                    |            | 41         | 28         |
| Fuente: Catholic-Hierarchy, que a su vez toma los datos del Anuario Pontificio. |                      |           |                |            |               |               |                          |                      |            |            |            |

## Episcopologio
- Eduardo Alas Alfaro † (30 de diciembre de 1987-21 de abril de 2007 retirado)
- Luis Morao Andreazza, O.F.M. (21 de abril de 2007-14 de julio de 2016 retirado)
- Oswaldo Estéfano Escobar Aguilar, O.C.D., desde el 14 de julio de 2016